# Clive Puzey
Clive Puzey, né le 11 juillet 1941 à Bulawayo, est un ancien pilote automobile de Rhodésie. Opposant au président Robert Mugabe dans les années 1990, il a émigré en Australie au début des années 2000.

## Biographie
Au début des années 1960, il commence à courir en Formule Junior avant de racheter une ancienne Lotus 18/21 à moteur Coventry Climax quatre cylindres avec laquelle il dispute, fin 1963, sa première course de Formule 1 sur le circuit du Kyalami à l'occasion du Grand Prix du Rand. Dernier sur la grille de départ, il abandonne au cours de la première manche. Il va terminer septième de cette même épreuve l'année suivante, avant de tenter sa chance en championnat du monde lors du Grand Prix automobile d'Afrique du Sud 1965, sa vieille Lotus n'étant cependant pas assez performante pour lui permettre d'obtenir sa pré-qualification. Il participe régulièrement au championnat d'Afrique du Sud, terminant à la cinquième place en 1966, sa dernière saison sur Lotus. Il court ensuite sur les LDS de Doug Serrurier avant d'acquérir une Brabham BT19 pour la saison 1969. De nombreux abandons l'incitent à mettre fin à sa carrière sportive et à se consacrer exclusivement à son garage, à Bulawayo. 
Dans les années 1990, il s'opposera activement à Robert Mugabe, avant d'émigrer en Australie au début des années 2000.